# Manécanterie
La Manécanterie (escola de cor Parroquial) és un antic monument situat a Lió al districte de Saint-Jean, en el 5è districte de Lió. És al costat i al sud sud-oest de la Catedral de Lió i és una part de l'antic convent de la catedral. Aquest petit edificineoromànic va servir primer com a cantina de Saint-Jean, abans de ser una escola de cor parroquial, és a dir una escola pel cant del clergat.
L'escola del cor parroquial és probablement l'edifici més vell de Lió, a excepció dels edificis romans. Va ser construït el segle xi, en un estil que barreja les influències gòtiques i romàniques, però és basat en construccions dels segles II i VIII. Successivament va ser transformat al final de l'edat mitjana i moderna, particularment perquè la calçada de la plaça Saint Jean va ser aixecat dues vegades.
L'escola del cor parroquial, i particularment les escultures dels sants, va patir danys per les tropes de François de Beaumont, baró dels Adrets, durant el setge de Lió el 1562 pels protestants. Del segle xvi al XVIII, l'edifici va rebre moltes modificacions arquitectòniques, incloent la perforació de finestres gòtiques, l'afegit d'un pis per sobre del fris, la transformació de la planta baixa en botigues, i el farcit dels arcs. El segle xviii, l'edifici es va convertir en una escola de cor parroquial, i durant la Revolució Francesa, va ser convertit en Bé nacional.
El 1862, va ser classificat com a monument historique.
L'actual Façana té un arc cec superposat amb fullatge, portada per columnes petites en pilastres. Hi ha maons vermells arranjats de forma geomètrica entre el arcs i al damunt.
Des de 1930, l'edifici es un dipòsit, després un museu, el Trésor de la Cathédrale de Sant-Jean, fundat el segle xix pels cardenals Joseph Fesch i Louis Jacques Maurice de Bonald i que està compost d'objectes litúrgics com llibres vells, joies, roba i tapissos.